# Maple Colors
《Maple Colors》是由日本遊戲公司CROSSNET的旗下品牌ApRicoT製作於2003年7月25日發售，Maple Colors系列第一作，後來發售PlayStation 2版《Maple Colors 〜決戰學園祭!〜》（Maple Colors 〜決戦は学園祭!〜）和Fandisc《Maple Colors H》，另外也改編成OVA、漫畫、小說。

## 故事
佐久良次郎在轉學到紅華學園的2年B班後，不久為了解救被人欺負的同學而出手打了演劇部成員，結果自己遭到學校的退學處分而同學們也都有停學的處分。但是在演劇部社長的遊說下，B班學生必須在學園祭與連勝全國第一的演劇部用演劇決勝負獲勝才能免除學校的處分。

## 角色
佐久良次郎（OVA聲優：冰河流）
本作的男主角，2年B班的學生。
葵未来（聲優：北都南）
良次郎的同學，過去曾是演劇社的成員。

良次郎的同學，演劇社的成員。
（聲優：宇佐美桃香）
良次郎的同學，被人們稱呼天才的藝人。
咲守素子（聲優：Ruru）
良次郎的同學，合氣道社的成員。
鈴原空（聲優：青山由香里）
良次郎的同學，游泳社的成員。
桃井葉子
良次郎的同學，壘球社的成員。

## 主題曲
片頭曲「Breakthrough Your Heart」
作詞：A. Masato，作曲、編曲：響玉之助，主唱：YURIA
片尾曲「出会いも別れも」
作詞：A. Masato，作曲：不知火ぴゅー太郎，主唱：YURIA

## OVA
OVA是由Milky發售的成人動畫共兩集，分成VHS和DVD，片尾曲是遊戲片頭曲。2015年5月1日發售合集《Maple Colors Complete Edition》。

### 各集列表
| 集數   | 中文標題 | 日文標題  | 發售日         |
| ------ | -------- | --------- | -------------- |
| 第一幕 | H激鬥篇  | Hな激闘編 | 2004年12月25日 |
| 第二幕 | 青春H篇  | 青春H編   | 2005年3月25日  |

### 工作人員
- 劇本：むとうやすゆき
- 演出・分鏡：神田良
- 作畫監督・角色設定：柴田志朗
- 色彩設定：橋谷イチロー
- 撮影：PPM
- 編輯：K・O
- 音響監督：FUJIMOTO
- 製作人：渡来猛人
- 監修：P・ナカムラ
- 動畫製作：イメージハウス
- 製作：「メイプルカラーズ」アニメ製作委員会

## 相關商品
漫畫選集
漫畫選集《Maple Colors アンソロジーコミックス》由Eagle Publishing發售共一冊（ISBN 4-901191-91-8）。
小說
同名小說由九頭龍坂瞬寫作，由Eagle Publishing發售共一冊（ISBN 4-901191-92-6）。
設定集
《Maple Colors ファンサイド》由Mediax於2003年發售（ISBN 4-89613-938-0）。

## 評價
《ファミ通》851號的クロスレビュー對PlayStation 2版給予29/40評分。

## 外部連結
- Maple Colors 官方網站 （页面存档备份，存于）ApRicoT（日語）
- Maple Colors H官方網站 （页面存档备份，存于）ApRicoT（日語）